# Pawieł Jakuszewski
Pawieł Andriejewicz Jakuszewski (ros. Павел Андреевич Якушевский; ur. 24 września 1987 w Moskwie) – rosyjski kolarz torowy, brązowy medalista mistrzostw świata.

## Kariera
Pierwszy medal w karierze zdobył w 2008 roku, kiedy zwyciężył w sprincie drużynowym na torowych mistrzostwach Europy U-23 w Pruszkowie. Na mistrzostwach Europy w Apeldoorn w 2013 roku zdobył brązowy medal w sprincie drużynowym. W tej samej konkurencji zdobywał następnie brązowy medal na mistrzostwach Europy w Baie-Mahault (2014) i mistrzostwach świata w Pruszkowie (2019) oraz złoty na mistrzostwach Europy w Płowdiwie (2020). W międzyczasie zdobył też złoty medal w sprincie indywidualnym podczas mistrzostw Europy w Yvelines (2016).
Startował na igrzyskach olimpijskich w Tokio, gdzie zajął 25. miejsce indywidualnie, a rywalizacji drużynowej był szósty.